# Wangzakeekhoorns
Wangzakeekhoorns, aardeekhoorns, eekhoornmarmotten of chipmunks (Tamiini) zijn een geslachtengroep van eekhoornachtige knaagdieren. De ongeveer 28 soorten worden soms gerekend tot de groep van de grondeekhoorns (Marmotini), waarvan slechts één soort buiten Noord-Amerika voorkomt, de Boeroendoek of Siberische grondeekhoorn (Eutamias sibiricus) in Noord-Azië.

## Kenmerken
Deze dieren hebben een roodbruine vacht, met over de rug twee lichte en twee donkere strepen.

## Leefwijze
Het voedsel dat niet direct wordt gebruikt, wordt in de wangzakken naar ondergrondse bergplaatsen meegenomen om het daar op te slaan als wintervoorraad.

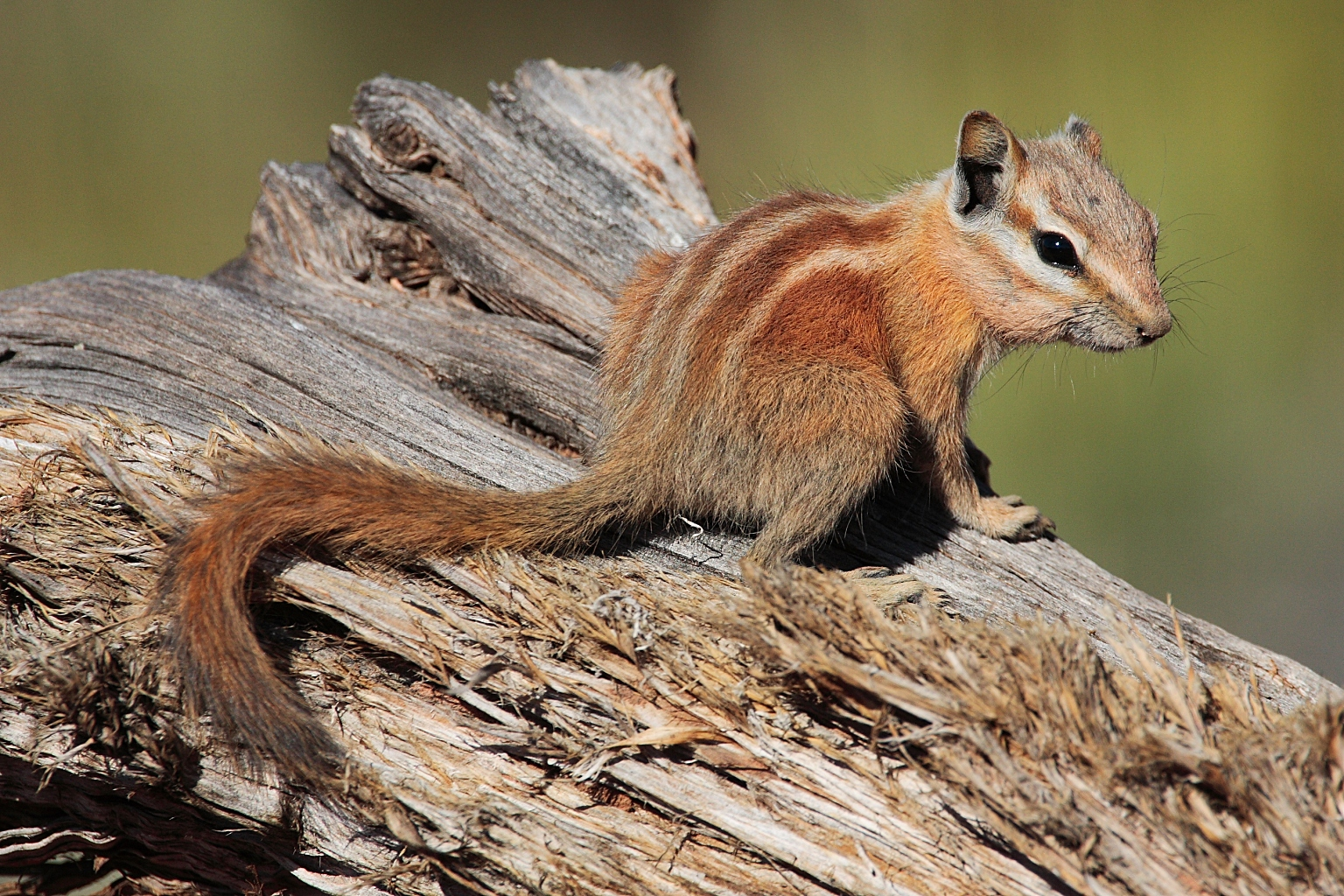
Hopichipmunk (Neotamias rufus)

## Taxonomie
Er worden 3 geslachten met 28 soorten tot deze geslachtengroep gerekend:
- Eutamias
  - Eutamias sibiricus  – Siberische grondeekhoorn
- Neotamias
  - Neotamias alpinus – Bergchipmunk
  - Neotamias amoenus – Geelsparchipmunk
  - Neotamias bulleri
  - Neotamias canipes  – Grijsvoetchipmunk
  - Neotamias cinereicollis  – Grijskraagchipmunk
  - Neotamias cratericus
  - Neotamias dorsalis  – Klifchipmunk
  - Neotamias durangae
  - Neotamias grisescens
  - Neotamias merriami  – Merriams chipmunk
  - Neotamias minimus  – Kleine chipmunk
  - Neotamias obscurus  – Californische chipmunk
  - Neotamias ochrogenys  – Geelwangchipmunk
  - Neotamias palmeri  – Palmers chipmunk
  - Neotamias panamintinus  – Panamintchipmunk
  - Neotamias quadrimaculatus  – Langoorchipmunk
  - Neotamias quadrivittatus  – Coloradochipmunk
  - Neotamias ruficaudatus  – Roodstaartchipmunk
  - Neotamias rufus  – Hopichipmunk
  - Neotamias senex – Allens chipmunk
  - Neotamias siskiyou  – Siskiyou-chipmunk
  - Neotamias solivagus
  - Neotamias sonomae  – Sonomachipmunk
  - Neotamias speciosus  – Lodgepolechipmunk
  - Neotamias townsendii  – Townsendchipmunk
  - Neotamias umbrinus – Uintachipmunk
- Tamias
  - Tamias striatus  – Oostelijke wangzakeekhoorn

## Computertaal
Er bestaat een gratis BASIC-interpreter genaamd Chipmunk Basic.

## Strip
De wangzakeekhoorn heeft model gestaan voor de Disney-figuurtjes Knabbel en Babbel. Opvallend genoeg hebben Knabbel en Babbel, in tegenstelling tot de echte wangzakeekhoorns, korte staartjes.